# BEF (Dateiformat)
BEF ist ein proprietäres Dateiformat von Unified Color und wurde speziell für High Dynamic Range Images entwickelt. Das BEF-Format speichert Bildinformationen auf Basis der menschlichen Sehkraft (vollständiges Gamut), wodurch der Kontrastumfang innerhalb eines Bildes von jeder natürlichen Szene dargestellt werden kann. Dadurch sind BEF-Dateien frei vom sogenannten Clipping, also der Umwandlung aller über bzw. unter einer bestimmten Graustufe liegenden Tonwerte in Weiß bzw. Schwarz. BEF unterstützt sowohl die 32-Bit-Gleitkomma-Architektur mit 96 Bit pro Pixel als auch die Integer-Kodierung mit 32 Bit pro Pixel.
Ein weiteres Merkmal ist die Komprimierung. Im Gegensatz zu den meisten Bildformaten ist bei dem BEF-Format der durch die Komprimierung bedingte Qualitätsverlust an eine objektive Qualitätsmetrik gekoppelt. Statt die Bildqualität subjektiv zwischen „gering“ und „hoch“ festzulegen, greift Unified Color die Differentielle Wahrnehmbarkeitsschwelle auf. So lässt sich die Bildkomprimierung auf einer Skala von 0,1 bis zu 5 sichtbaren Fehlern einstellen. Ein Wert von ≤1,0 bedeutet, dass der vom menschlichen Auge wahrgenommene Unterschied auf oder bis zu der Schwelle der sichtbaren Unterscheidbarkeit liegt. Mit anderen Worten ist mit bloßem Auge kein Unterschied erkennbar. Ein Wert von >1,0 stellt den Faktor der sichtbaren Unterscheidbarkeit dar.